# Holostrophus vitalisi
Holostrophus vitalisi es una especie de coleóptero de la familia Tetratomidae.

## Distribución geográfica
Habita en Indochina.